# Canton de Taravo-Ornano
Le canton de Taravo-Ornano est une division administrative française du département de la Corse-du-Sud créée par le décret du 24 février 2014. Elle tient lieu de circonscription d'élection des conseillers départementaux et entre en vigueur lors des élections départementales de 2015.

## Histoire
Un nouveau découpage territorial de la Corse-du-Sud entre en vigueur à l'occasion des premières élections départementales suivant le décret du 17 février 2014. Les conseillers départementaux sont, à compter de ces élections, élus au scrutin majoritaire binominal mixte. Les électeurs de chaque canton élisent au Conseil départemental, nouvelle appellation du Conseil général, deux membres de sexe différent, qui se présentent en binôme de candidats. Les conseillers départementaux sont élus pour 6 ans au scrutin binominal majoritaire à deux tours, l'accès au second tour nécessitant 12,5 % des inscrits au 1er tour. En outre la totalité des conseillers départementaux est renouvelée. Ce nouveau mode de scrutin nécessite un redécoupage des cantons dont le nombre est divisé par deux avec arrondi à l'unité impaire supérieure si ce nombre n'est pas entier impair, assorti de conditions de seuils minimaux. Dans la Corse-du-Sud, le nombre de cantons passe ainsi de 22 à 11.

## Représentation
| Période élective | Période élective | Mandat | Mandat | Identité         | Nuance | Nuance | Qualité                                                                                      |
| ---------------- | ---------------- | ------ | ------ | ---------------- | ------ | ------ | -------------------------------------------------------------------------------------------- |
| 2015             | 2021             | 2015   | 2017   | Valérie Bozzi    |        | LR     | Maire de Grosseto-Prugna Présidente de la Communauté de communes                             |
| 2015             | 2021             | 2015   | 2017   | Marcel Francisci |        | LR     | Président de la fédération UMP de Corse-du-Sud Ancien conseiller général du Canton de Zicavo |

Lors des élections départementales de 2015, le binôme composé de Valérie Bozzi et Marcel Francisci (UMP) est élu au 1er tour avec 54,62% des suffrages exprimés, devant le binôme composé de Paul-Jo Caïtucoli et Muriel Segondy (Divers) (22,91%). Le taux de participation est de 55,59 % (7 713 votants sur 13 876 inscrits) contre 51,56 % au niveau départemental et 50,17 % au niveau national.

## Composition
Le canton de Taravo-Ornano est partagé entre les arrondissements d'Ajaccio (28 communes) et de Sartène (6 communes). Le bureau centralisateur est situé à Grosseto-Prugna.
Il comprend trente-quatre communes.
| Nom                                     | Code Insee | Intercommunalité                        | Superficie (km2) | Population (dernière pop. légale) | Densité (hab./km2) | Modifier                                    |
| --------------------------------------- | ---------- | --------------------------------------- | ---------------- | --------------------------------- | ------------------ | ------------------------------------------- |
| Grosseto-Prugna (bureau centralisateur) | 2A130      | CC de la Pieve de l'Ornano et du Taravo | 31,56            | 3 331 (2022)                      | 106                | modifier les données · modifier les données |
| Albitreccia                             | 2A008      | CC de la Pieve de l'Ornano et du Taravo | 45,76            | 1 780 (2022)                      | 39                 | modifier les données · modifier les données |
| Argiusta-Moriccio                       | 2A021      | CC du Sartenais Valinco Taravo          | 10,30            | 75 (2022)                         | 7,3                | modifier les données · modifier les données |
| Azilone-Ampaza                          | 2A026      | CC de la Pieve de l'Ornano et du Taravo | 7,96             | 203 (2022)                        | 26                 | modifier les données · modifier les données |
| Campo                                   | 2A056      | CC de la Pieve de l'Ornano et du Taravo | 3,30             | 103 (2022)                        | 31                 | modifier les données · modifier les données |
| Cardo-Torgia                            | 2A064      | CC de la Pieve de l'Ornano et du Taravo | 3,88             | 29 (2022)                         | 7,5                | modifier les données · modifier les données |
| Casalabriva                             | 2A071      | CC du Sartenais Valinco Taravo          | 15,92            | 229 (2022)                        | 14                 | modifier les données · modifier les données |
| Cauro                                   | 2A085      | CC de la Pieve de l'Ornano et du Taravo | 27,90            | 1 483 (2022)                      | 53                 | modifier les données · modifier les données |
| Ciamannacce                             | 2A089      | CC de la Pieve de l'Ornano et du Taravo | 25,11            | 130 (2022)                        | 5,2                | modifier les données · modifier les données |
| Cognocoli-Monticchi                     | 2A091      | CC de la Pieve de l'Ornano et du Taravo | 35,77            | 174 (2022)                        | 4,9                | modifier les données · modifier les données |
| Corrano                                 | 2A094      | CC de la Pieve de l'Ornano et du Taravo | 12,69            | 76 (2022)                         | 6,0                | modifier les données · modifier les données |
| Coti-Chiavari                           | 2A098      | CC de la Pieve de l'Ornano et du Taravo | 63,33            | 731 (2022)                        | 12                 | modifier les données · modifier les données |
| Cozzano                                 | 2A099      | CC de la Pieve de l'Ornano et du Taravo | 25,59            | 281 (2022)                        | 11                 | modifier les données · modifier les données |
| Eccica-Suarella                         | 2A104      | CC Celavu-Prunelli                      | 14,47            | 1 369 (2022)                      | 95                 | modifier les données · modifier les données |
| Forciolo                                | 2A117      | CC de la Pieve de l'Ornano et du Taravo | 6,88             | 90 (2022)                         | 13                 | modifier les données · modifier les données |
| Frasseto                                | 2A119      | CC de la Pieve de l'Ornano et du Taravo | 16,61            | 142 (2022)                        | 8,5                | modifier les données · modifier les données |
| Guargualé                               | 2A132      | CC de la Pieve de l'Ornano et du Taravo | 10,61            | 148 (2022)                        | 14                 | modifier les données · modifier les données |
| Guitera-les-Bains                       | 2A133      | CC de la Pieve de l'Ornano et du Taravo | 14,75            | 157 (2022)                        | 11                 | modifier les données · modifier les données |
| Moca-Croce                              | 2A160      | CC du Sartenais Valinco Taravo          | 27,75            | 234 (2022)                        | 8,4                | modifier les données · modifier les données |
| Olivese                                 | 2A186      | CC de la Pieve de l'Ornano et du Taravo | 29,64            | 220 (2022)                        | 7,4                | modifier les données · modifier les données |
| Palneca                                 | 2A200      | CC de la Pieve de l'Ornano et du Taravo | 43,81            | 133 (2022)                        | 3,0                | modifier les données · modifier les données |
| Petreto-Bicchisano                      | 2A211      | CC du Sartenais Valinco Taravo          | 39,27            | 570 (2022)                        | 15                 | modifier les données · modifier les données |
| Pietrosella                             | 2A228      | CC de la Pieve de l'Ornano et du Taravo | 35,23            | 2 042 (2022)                      | 58                 | modifier les données · modifier les données |
| Pila-Canale                             | 2A232      | CC de la Pieve de l'Ornano et du Taravo | 18,80            | 274 (2022)                        | 15                 | modifier les données · modifier les données |
| Quasquara                               | 2A253      | CC de la Pieve de l'Ornano et du Taravo | 6,11             | 61 (2022)                         | 10,0               | modifier les données · modifier les données |
| Sampolo                                 | 2A268      | CC de la Pieve de l'Ornano et du Taravo | 7,14             | 87 (2022)                         | 12                 | modifier les données · modifier les données |
| Santa-Maria-Siché                       | 2A312      | CC de la Pieve de l'Ornano et du Taravo | 10,67            | 371 (2022)                        | 35                 | modifier les données · modifier les données |
| Serra-di-Ferro                          | 2A276      | CC de la Pieve de l'Ornano et du Taravo | 32,77            | 709 (2022)                        | 22                 | modifier les données · modifier les données |
| Sollacaro                               | 2A284      | CC du Sartenais Valinco Taravo          | 23,89            | 383 (2022)                        | 16                 | modifier les données · modifier les données |
| Tasso                                   | 2A322      | CC de la Pieve de l'Ornano et du Taravo | 16,67            | 88 (2022)                         | 5,3                | modifier les données · modifier les données |
| Urbalacone                              | 2A331      | CC de la Pieve de l'Ornano et du Taravo | 8,25             | 63 (2022)                         | 7,6                | modifier les données · modifier les données |
| Zévaco                                  | 2A358      | CC de la Pieve de l'Ornano et du Taravo | 10,04            | 51 (2022)                         | 5,1                | modifier les données · modifier les données |
| Zicavo                                  | 2A359      | CC de la Pieve de l'Ornano et du Taravo | 93,02            | 208 (2022)                        | 2,2                | modifier les données · modifier les données |
| Zigliara                                | 2A360      | CC de la Pieve de l'Ornano et du Taravo | 12,85            | 128 (2022)                        | 10,0               | modifier les données · modifier les données |
| Canton de Taravo-Ornano                 | 2A11       |                                         | 788,30           | 16 153 (2022)                     | 20                 | modifier les données                        |

## Démographie
En 2022, le canton comptait 16 153 habitants, en évolution de +9,04 % par rapport à 2016 (Corse-du-Sud : +7,61 %, France hors Mayotte : +2,11 %).
| 2013   | 2018   | 2022   |
| ------ | ------ | ------ |
| 14 104 | 15 436 | 16 153 |